# 埃切恩迪亞縣
1°26′0″S 79°16′0″W / 1.43333°S 79.26667°W
埃切恩迪亞縣（西班牙語：Cantón Echeandía），是厄瓜多爾的縣份，位於該國中部，由玻利瓦省負責管轄，始建於1984年1月5日，面積230平方公里，2001年人口10,951，人口密度每平方公里47.61人。